# Candy Girl (álbum)
Candy Girl é um álbum de estreia da banda New Edition, lançado pela gravadora Streetwise, em 1983.
A canção #6 "Candy Girl" foi escrita e produzida por Maurice Starr e também marcou o primeiro single da banda. Ele assinou e mandou gravar em um pequeno estúdio em Roxbury, Massachusetts. Os membros da banda tinham entre 13 a 15 anos de idade, quando a canção foi lançada.

## Faixas
| N.º            | Título                      | Compositor(es)                                   | Duração |  |
| 1.             | "Gimme Your Love"           |                                                  | 4:15    |  |
| 2.             | "She Gives Me a Bang"       |                                                  | 4:00    |  |
| 3.             | "Is This the End"           |                                                  | 4:11    |  |
| 4.             | "Pass the Beat"             | Arthur / Maurice Starr / M.C. Globe              | 4:38    |  |
| 5.             | "Popcorn Love"              |                                                  | 4:52    |  |
| 6.             | "Candy Girl"                |                                                  | 3:54    |  |
| 7.             | "Ooh Baby"                  | Arthur Baker / Tina Klein-Barker / Maurice Starr | 3:56    |  |
| 8.             | "Should Never Have Told Me" |                                                  | 4:06    |  |
| 9.             | "Gotta Have Your Lovin"     | Artgur Barker / Maurice Starr / Michael Jonzun   | 4:50    |  |
| 10.            | "Jealous Girl"              |                                                  | 4:58    |  |
| Duração total: | Duração total:              | Duração total:                                   | 43:40   |  |